# Gunung Kubu
Gunung Kubu är en kulle i Indonesien.   Den ligger i provinsen Aceh, i den västra delen av landet, 1 600 km nordväst om huvudstaden Jakarta. Toppen på Gunung Kubu är 160 meter över havet, eller 81 meter över den omgivande terrängen. Bredden vid basen är 4,7 km.
Terrängen runt Gunung Kubu är platt åt sydväst, men åt nordost är den kuperad. Runt Gunung Kubu är det ganska glesbefolkat, med 22 invånare per kvadratkilometer. I omgivningarna runt Gunung Kubu växer i huvudsak städsegrön lövskog.